# Capo Promontore
Capo Promontore (rt Kamenjak in croato) è una piccola penisola costituita da una sottile lingua di terra lunga circa 5 chilometri, situata all'estremità meridionale dell'Istria, a sud di Pola e nei pressi di Medolino entro il cui comune ricade. Nel 1966 ai tempi dell'allora Iugoslavia vi fu istituito un parco naturale, anche se attualmente non possiede più tale status giuridico.

## Descrizione
Dista in linea d'aria circa 130 km da Ancona e 105 km da Trieste. A ridosso del parco naturalistico si trova l'omonimo e caratteristico paese di pescatori e contadini (Promontore, in croato Premantura). Nelle acque circostanti sorgono diverse isolotte  e scogli.
Dall'abitato di Promontore due strade portano all'interno del parco: l'accesso è gratuito a piedi o in bicicletta, mentre i mezzi motorizzati pagano un pedaggio presso le apposite barriere. All'interno del parco le strade sono sterrate; la via principale corre verso sud in direzione del capo, ramificandosi in numerosi percorsi secondari che conducono alle varie calette sulle sponde orientali ed occidentali della penisola.

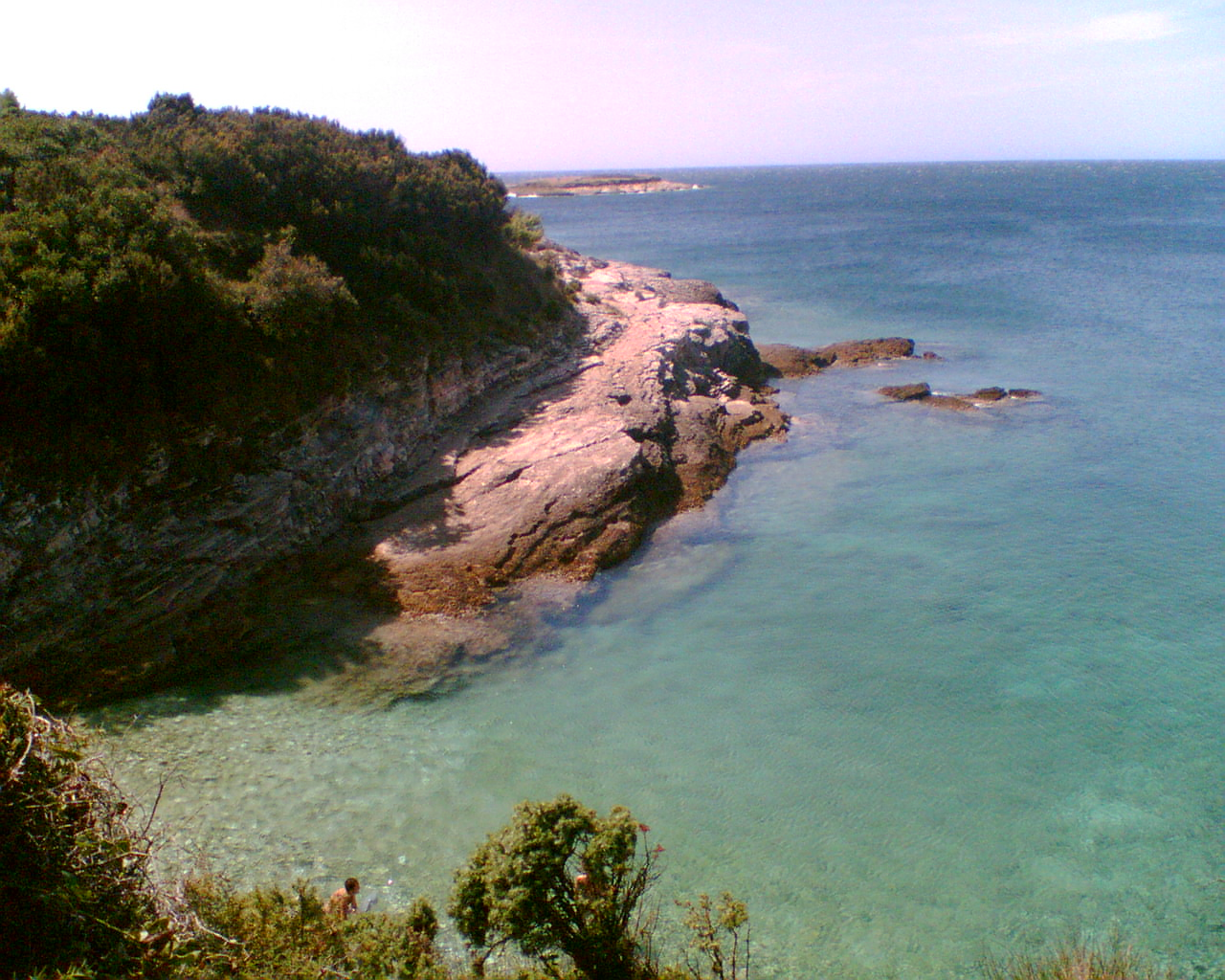
Una delle numerose insenature della penisola

### Flora e fauna
La penisola ospita oltre 550 diverse specie vegetali, 5 delle quali sono endemiche, vivendo esclusivamente in questo ambiente. Rinomata attrazione botanica sono le numerose specie di orchidee: se ne contano oltre 23 specie diverse all'interno del parco. Piante grasse verso sud.
Parlando invece della fauna indigena, da notare la presenza della vedova nera che spesso si nasconde e trova alloggio sotto pietre e sassi. Questo ragno può essere pericoloso anche per l'uomo ma solitamente è lontano dai percorsi turistici e balneari.
Seppur disabitato, il parco ospita al suo interno numerose attività agricole e di allevamento.